# ألجاي اليوسفي
ألجاي اليوسفي ، هو الأمير سيف الدين ألجاي بن عبد الله اليوسفي. واحدا من أهم أمراء المماليك، وقد ارتقى في الصفوف حتى عينه السلطان الأشرف شعبان أمير مائة ومقدم ألف. ثم أصبح بعد ذلك قائدا للجيوش وناظرا لبيمارستان (مستشفى) المنصوري. توفي غرقاً في النيل سنة 775هـ 

## حياته
تزوج الأمير ألجاي اليوسفي من خوند بركة أم السلطان شعبان، فكانت له بالتالي سلطات كاملة. وبعد وفاة خوند بركة، دب خلاف بين الأمير ألجاي والسلطان شعبان حول ممتلكاتها؛ وأدى ذلك الخلاف إلى وقوع قتال بين الاثنين هـزم فيه الأمير ألجاي، وحاول الهرب فغرق في النيل.
وأسف السلطان شعبان للحادث وأمر بانتشال جثة ألجاي، التي نقلت إلى القلعة ثم دفنت في الضريح الذي بناه ألجاي في قبة مدرسته  عند سوق السلاح. وأخذ السلطان شعبان بعدها على عاتقه رعاية أطفال ومملوكي ألجاي.

## مسجده والمدرسة
مسجد ومدرسة الجاي اليوسفي أنشأها عام 1373. كمدرسة ومسجد. ويتميز المسجد بأبوابه العملاقة وساحته الداخلية الكبيرة. وقد أطلق عليه الناس اسم جامع «السايس» والسبب في ذلك يعود للسايس الذي كان يرعى فرس السلطان حسن، ويقال أنه دفن أسفل المسجد في مكان مجهول. وإلى جانب هذا المسجد، هناك عدد آخر من المساجد من بينها جامع «قطلبغا الذهبي» الذي أنشئ في منتصف العصر المملوكي كمسجد وكتاب لتحفيظ القرآن، وقام الخديوي عباس حلمي بترميمه. كما يوجد في نهاية الشارع مسجد «عارف باشا». يقع المسجد بشارع سوق السلاح قرب نهايته من ناحية القلعة بالقاهرة.